# Jan Beckman
Per Jan Ottocar Beckman, född 1 maj 1918 i Adolf Fredriks församling i Stockholms stad, död 7 januari 2005 i Täby församling i Stockholms län, var en svensk militär.

## Biografi
Efter studentexamen vid Högre realläroverket å Norrmalm i Stockholm 1935 avlade Beckman marinofficersexamen vid Kungliga Sjökrigsskolan 1938 och utnämndes samma år till fänrik i kustartilleriet. Han befordrades till löjtnant 1940, tjänstgjorde 1943–1944 i staben vid VII. militärområdet och studerade 1944–1947 vid Kungliga Sjökrigshögskolan. Han befordrades till kapten 1946, tjänstgjorde vid Marinförvaltningen 1947–1950 och var lärare i artilleri vid Sjökrigsskolan 1950–1953. År 1953 befordrades han till major, varefter han tjänstgjorde vid Marinstaben 1953–1954, var lärare vid Kustartilleriets skjutskola 1954–1957 och åter tjänstgjorde vid Marinstaben 1957–1959. Åren 1959–1962 var han stabschef vid Vaxholms försvarsområde och Stockholms kustartilleriförsvar. Han studerade vid Försvarshögskolan 1960, befordrades till överstelöjtnant 1961 och studerade vid US Marine Corps Senior School 1962–1963. År 1963 befordrades han till överste, varpå han 1963–1966 var stabschef vid Militärhögskolan och 1966–1974 chef för Norrlands kustartilleriförsvar med Härnösands kustartillerikår. År 1974 befordrades han till överste av första graden, varefter han 1975–1977 var forskare vid Stockholms internationella fredsforskningsinstitut och under 1977 var chef  för svenska delegationen vid Neutrala nationernas övervakningskommission.
Jan Beckman invaldes 1964 som ledamot av Kungliga Örlogsmannasällskapet.

### Utmärkelser
- Kommendör av första klass av Svärdsorden, 1971.[5]